# 盛岡地区広域消防組合
盛岡地区広域消防組合（もりおかちくこういきしょうぼうくみあい）は、岩手県盛岡市、八幡平市、滝沢市、岩手郡雫石町、葛巻町、岩手町、及び紫波郡紫波町、矢巾町の3市5町が設立している一部事務組合（消防組合）である。

## 常備消防事務

### 概要
- 主力機械（2019年4月1日現在）
  - 普通消防ポンプ自動車：1
  - 水槽付消防ポンプ自動車：26
  - はしご付消防自動車：1
  - 屈折はしご付消防自動車：1
  - 化学消防自動車：1
  - 大型水槽車：1
  - 救急自動車：23
  - 救助工作車：2
  - 指揮車：7
  - 広報車：18
  - 災害活動支援車：1
  - 資機材搬送車：1
  - その他：3

### 沿革
- 1971年
  - 8月1日 盛岡市消防本部が移行し、盛岡地区広域行政事務組合消防本部が1署11分署4出張所体制で発足する。
    - 消防署：盛岡消防署
    - 分署：雫石・葛巻・岩手・西根・滝沢・松尾・玉山・紫波・矢巾・都南・安代
    - 出張所：青山・上田・繋・仙北
    - 管轄市町村：盛岡市・雫石町・葛巻町・岩手町・西根町・滝沢村・松尾村・玉山村・紫波町・矢巾町・都南村・安代町（12市町村）

  - 12月 城西出張所を開設する。救急車を雫石・葛巻・西根・滝沢・松尾・玉山・矢巾・安代分署に配備する。
- 1972年
  - 2月 救急車を岩手・紫波分署に配備する。
  - 12月 厨川出張所を開設する。
- 1973年10月 救急車を都南分署に配備する。
- 1975年
  - 2月 はしご付消防車を盛岡消防署に配備する。
  - 4月 盛岡消防署庁合を新築し移転する。
- 1976年
  - 11月 松園出張所・太田分駐所を開設する。
  - 12月 田山分駐所を開設する。
- 1978年4月 救急車を松園出張所に配備する。
- 1979年4月 紫波分署が紫波消防署に昇格し、2署体制となる。
- 1983年4月 中野出張所を開設する。
- 1987年10月 救助工作車を盛岡消防署に配備する。
- 1992年4月 都南村が盛岡市に編入合併する。青山出張所が盛岡西消防署に、都南分署が盛岡南消防署に昇格し、4署体制となる。盛岡消防署を盛岡中央消防署に改称する。
- 1994年3月 初の高規格救急車を盛岡中央消防署に配備する。盛岡西消防署庁合を新築する。
- 1995年
  - 3月 盛岡南消防署庁合を新築する。田山分駐所を廃止する。
  - 4月 滝沢北出張所を開設する。（救急車のみ配備）
- 1996年12月 水槽付ポンプ車を滝沢北出張所に配備する。
- 2005年9月 西根町、松尾村及び安代町が新設合併し、八幡平市が発足する。
- 2006年
  - 1月 玉山村が盛岡市に編入合併する。
  - 4月 西根分署が八幡平消防署に昇格し、5署体制となる。玉山・松尾・安代分署を出張所に改称する。
- 2008年
  - 4月1日 高度救助隊SUPERRESCUEMORIOKAを盛岡中央消防署に配置。
  - 6月14日 岩手宮城内陸地震に緊急消防援助隊を派遣。
- 2011年
  - 3月11日 東北地方太平洋沖地震に伴う東日本大震災に出場する。
  - 4月 消防本部名を盛岡地区広域消防組合消防本部に改称する。
- 2014年
  - 1月 滝沢村が市制施行し滝沢市となる。
  - 4月 滝沢分署が滝沢消防署に昇格し、6署体制となる。
- 2016年
  - 5月16日 盛岡中央消防署が内丸地区から盛岡駅西口地区へ移転。
  - 5月28日 盛岡中央消防署山岸出張所落成記念式典挙行、12出張所体制となる（盛岡中央消防署の新本庁舎落成式典も同日に挙行）。
  - 6月1日 「県央広域消防指令センター」運用開始。
- 2018年
  - 3月 盛岡西消防署に救助工作車（Ⅲ型）を更新配備する。
  - 4月 盛岡西消防署に2隊目となる高度救助隊が発隊。
  - 6月28日 岩手分署が岩手町大字江刈内第6地割8-47から岩手町大字五日市第11-28-1に移転[1]。

### 組織
- 本部 : 総務課、警防課、予防課、通信指令課
- 消防署

### 消防署
| 消防署         | 住所                        | 分署                                                                | 出張所 | 分駐所                        |
| -------------- | --------------------------- | ------------------------------------------------------------------- | --- | ----------------------------- |
| 盛岡中央消防署 | 盛岡市盛岡駅西通一丁目27-55 | 葛巻：岩手郡葛巻町葛巻第8-5-1 岩手：岩手郡岩手町大字五日市第11-28-1 | 玉山：盛岡市渋民字渋民46 上田：盛岡市上田四丁目12-21 松園：盛岡市西松園二丁目18-2 中野：盛岡市中野一丁目20-29 山岸：盛岡市山岸六丁目13-17 | なし                          |
| 盛岡西消防署   | 盛岡市青山三丁目8-10        | 雫石：岩手郡雫石町上曽根田110                                       | 繋：盛岡市繋字萪内沢62-5 城西：盛岡市上厨川字新田85-20 厨川：盛岡市厨川一丁目9-5                                                          | 太田：盛岡市上太田字四ツ家1-3 |
| 盛岡南消防署   | 盛岡市三本柳10-47           | 矢巾：紫波郡矢巾町大字南矢幅第8地割96-1                             | 仙北：盛岡市仙北三丁目15-41 | なし                          |
| 滝沢消防署     | 滝沢市中鵜飼55              | なし                                                                | 滝沢北：滝沢市巣子992-21 | なし                          |
| 八幡平消防署   | 八幡平市大更第35-227        | なし                                                                | 松尾：八幡平市野駄第19-65 安代：八幡平市叺田200                                                                                           | なし                          |
| 紫波消防署     | 紫波郡紫波町桜町字大坪40-1  | なし                                                                | なし | なし                          |

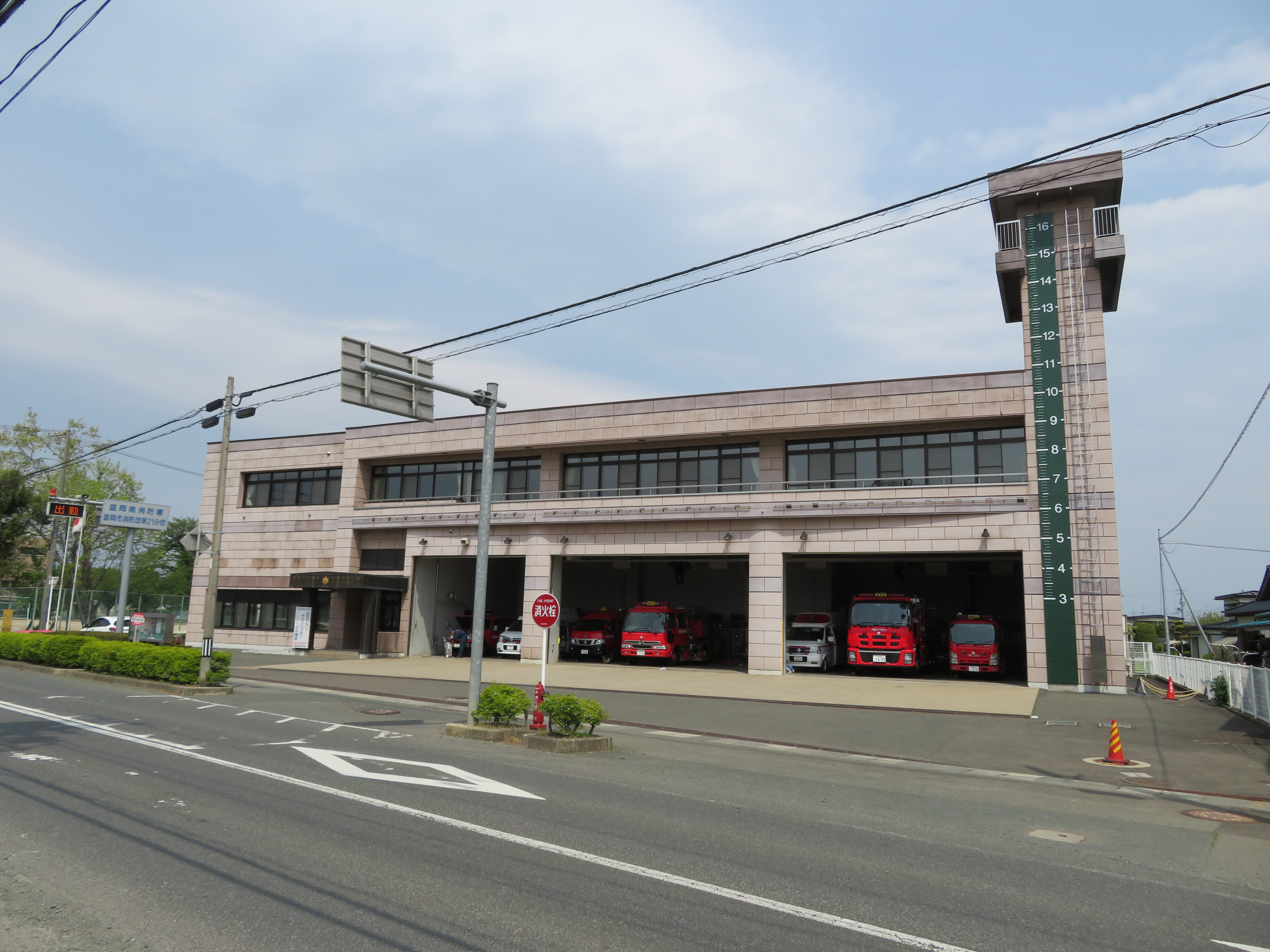
盛岡南消防署
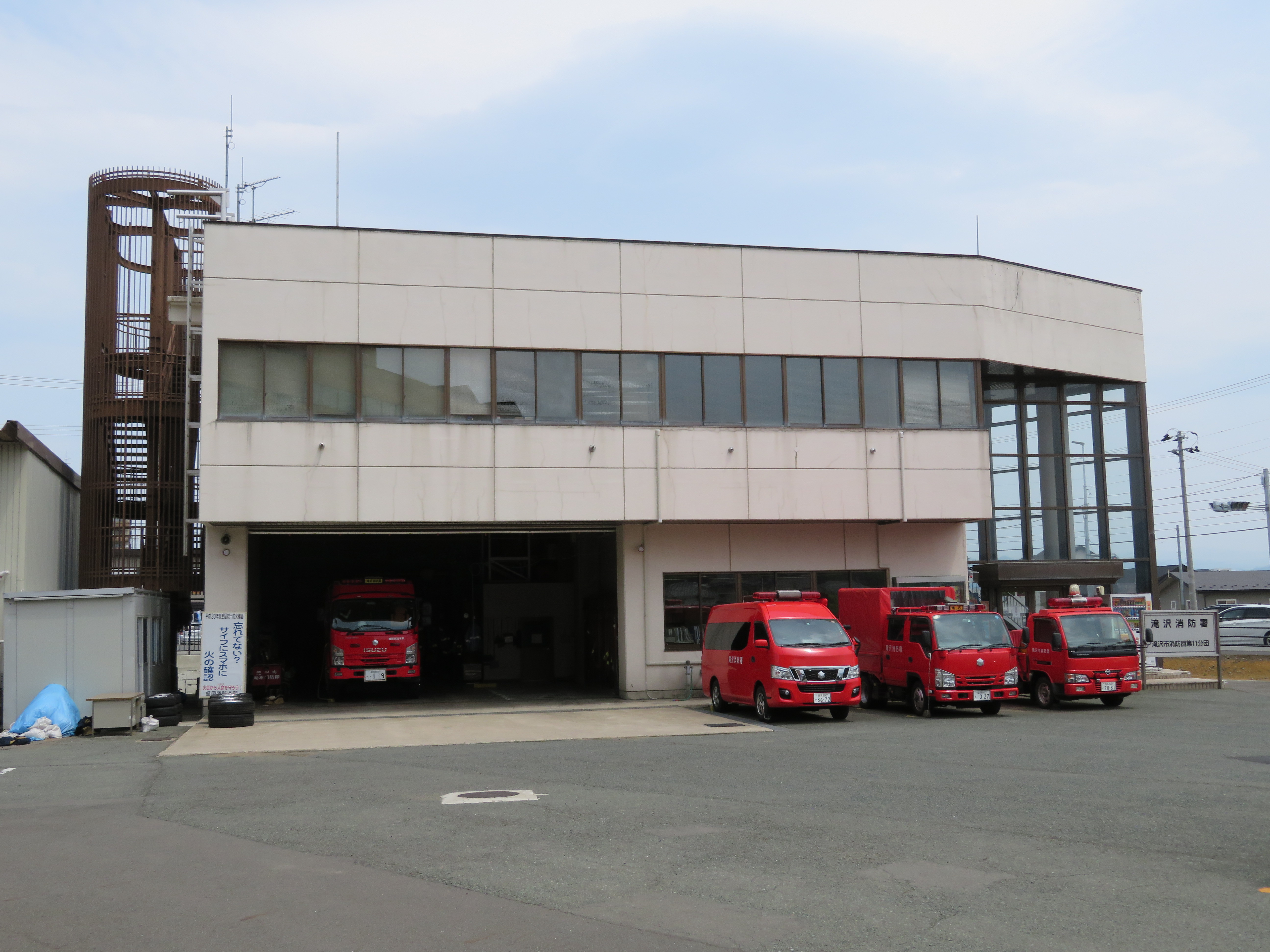
滝沢消防署
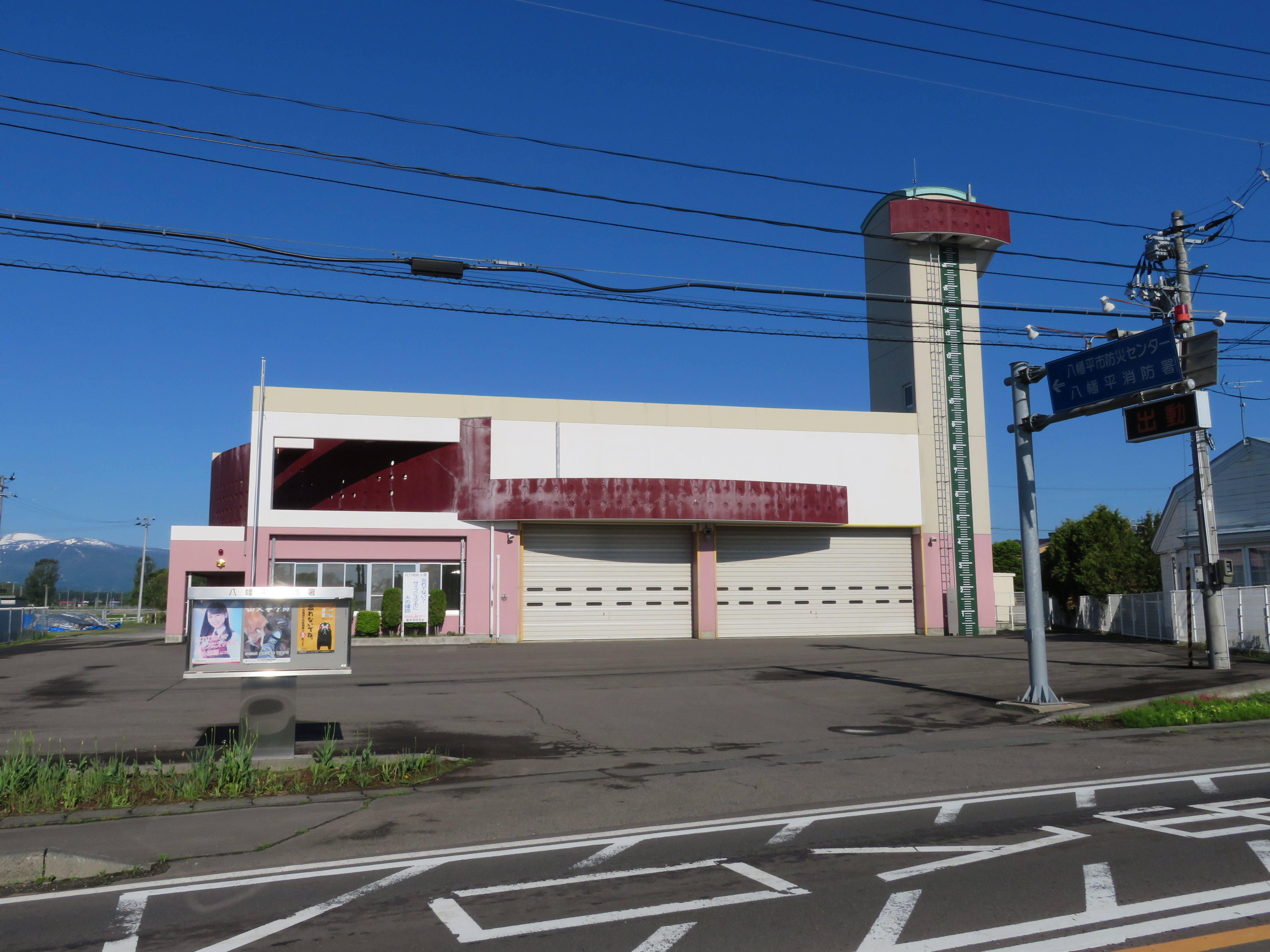
八幡平消防署
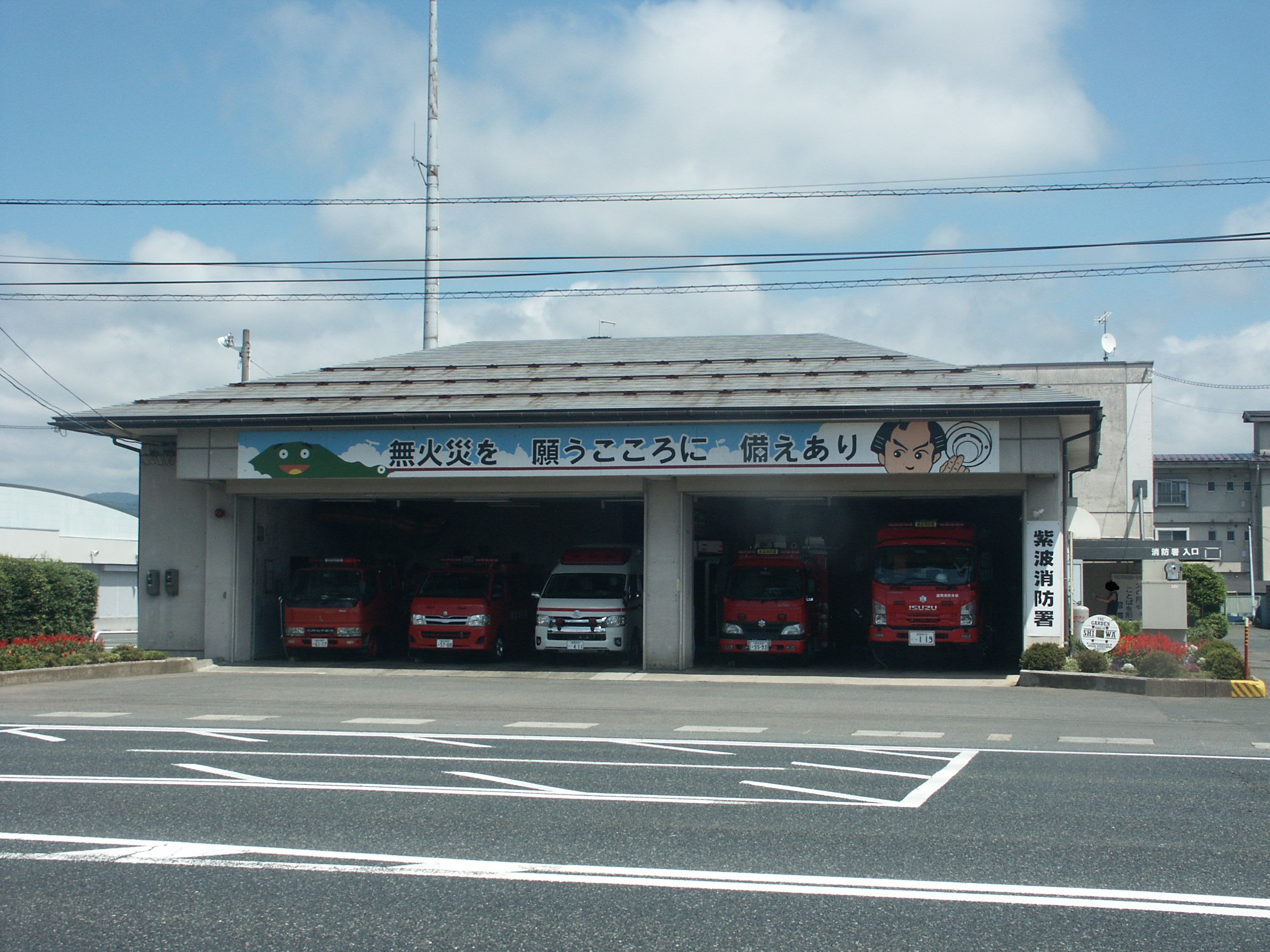
紫波消防署
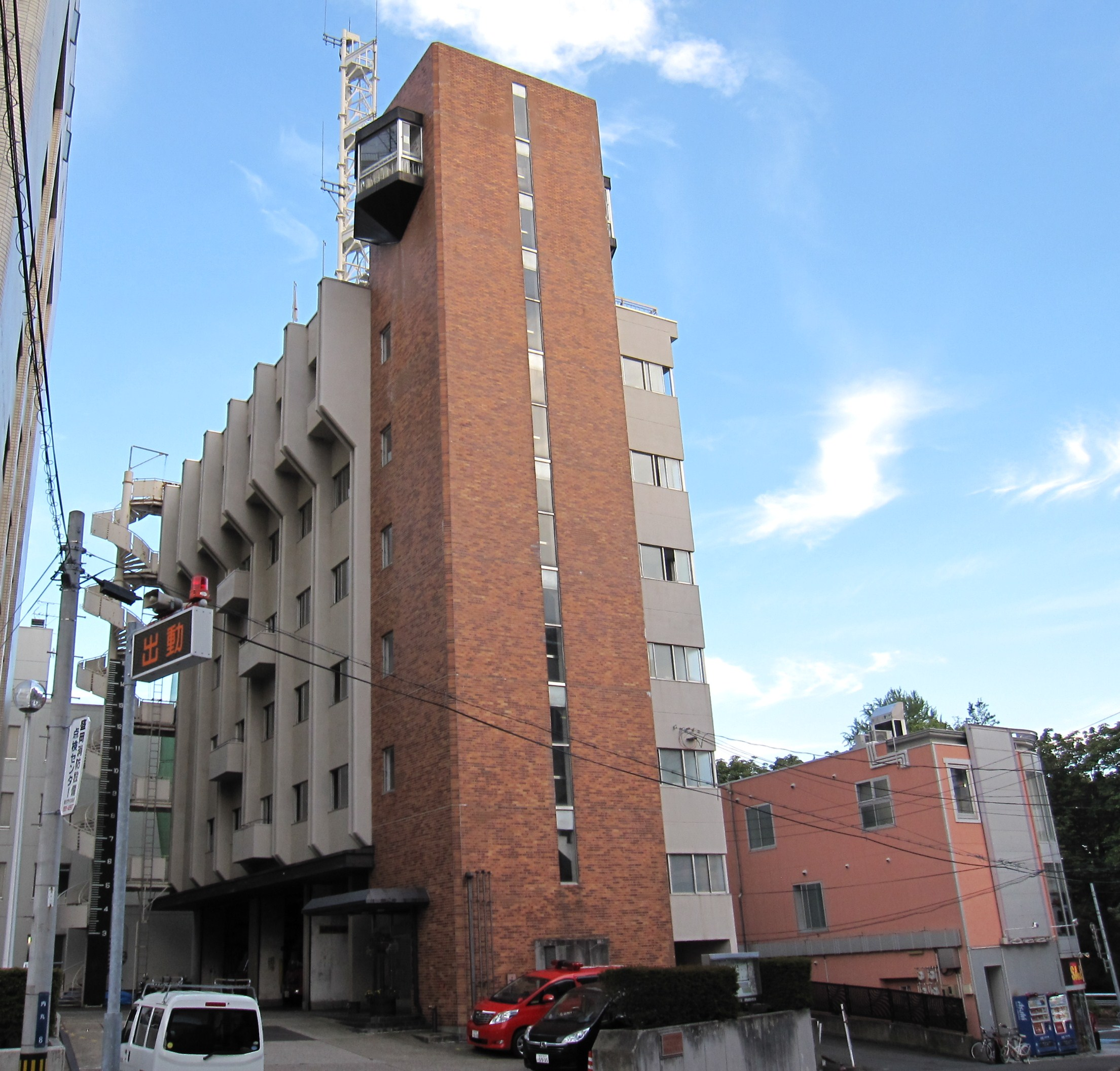
内丸地区にあった盛岡中央消防署旧庁舎

## その他
- 119番通報については、盛岡管内のみならず北上地区消防組合と奥州金ヶ崎地区消防本部管内の119番通報も一括受信する「県央広域消防指令センター」を盛岡中央消防署庁舎4階に併設されている。